# Лихтенберг, Иоганн Конрад
Иоганн Конрад Лихтенберг (нем. Johann Conrad Lichtenberg; 9 декабря 1689, Дармштадт — 17 июля 1751, Дармштадт) — немецкий протестантский богослов, пастор, архитектор, генеральный суперинтендент, мастер-строитель и либреттист. Отец учёного Георга Кристофа Лихтенберга.

## Биография
Иоганн Конрад Лихтенберг родился 9 декабря 1689 года в Дармштадте в семье советника Иоганна Филиппа Лихтенберга (1660—1739) и его жены Софии Элеоноры Лихтенберг, урождённой Риттбергер (род. 1667). У Иоганна Конрада Лихтенберга было несколько братьев и сестёр, в том числе Элизабет Доротея Лихтенберг (1687—1755), которая была замужем за пастором Иоганном Георгом Рюдигером (1676—1748), Иоганн Адам Лихтенберг (1696—1743), Мария Элизабет Лихтенберг (1698—1782), которая была замужем за викарием Иоганном Даниэлем Юнкером (1683—1766), Луиза Августа Лихтенберг (1701—1766), которая была замужем за врачом и доктором медицины Иоганном Эберхардом Юнкером, Иоганна Элизабет Лихтенберг (1703—1726), которая была замужем за профессором и доктором медицины Иоганнесом Юнкером и Мария Маргарета Лихтенберг (1708—1789), которая была замужем за викарием Кристофом Вендтом. Посещал Дармштадтский педагогический факультет и изучал теологию в Гиссенском университете с 9 мая 1707 года. Его также интересовали лекции по математике, которые включали также основы механики, гражданской и военной архитектуры, астрономии и архитектуры. Позже он учился в Йене (1710 г.), Лейпциге (1711 г.) и в Галле (Заале) (1712 г.).
С 1712 по 1715 год Лихтенберг жил в доме своего отца в Егерсбурге, обучал своих младших братьев и сестёр и планировал стать военным капелланом. С 1715 работал викарием в Наухайме. В 1716 году он был рукоположён в сан приходского адъюанта в Нойнкирхене (Баден).
В 1717 году он женился на Катарине Генриетте Экхардт (1696—1764), дочери пастора Иоганна Петера Экхардта (1659—1702), от которой у него было семнадцать детей. Его зятем стал дармштадтский придворный музыкальный руководитель Кристоф Граупнер (1683—1760), который женился на её сестре Софии Элизабет Экхардт (1693—1742) в 1711 году. В этом году Лихтенберг опубликовал проповедь «Должная благодарность» чудесному и полезному делу Реформации блаженного доктора. М. Лютера, Юбилей Реформации отмечается 31 октября 1717 года.
Начиная с 1718 года, Лихтенберг написал все тексты церковных кантат Кристофа Граупнера, которые ранее предоставили разные авторы. До 1743 года он заранее писал в общей сложности около 1500 текстов для воскресной церковной музыки, большинство из которых затем положил на музыку его зять Граупнер.
С 1729 года Лихтенберг был пастором в Обер-Рамштадте, а с 1733 года — также митрополитом епархии Лихтенберг в Оденвальде.
В 1737 году у него родился сын Людвиг Кристиан Лихтенберг, который впоследствии занимал важные посты при дворе Эрнста II Саксен-Гота-Альтенбургского. В 1742 году младшим из девяти детей родился Георг Кристоф Лихтенберг, прославившийся как основоположник немецкоязычного афоризма.
В марте 1745 года Лихтенберг переехал со своей семьёй в жилой город Дармштадт, поскольку он был назначен городским проповедником в Дармштадте в качестве преёмника Николауса Кульмана. В конце марта 1750 года Лихтенберг сменил Фридриха Андреаса Панцербитера (ум. 1749) на посту суперинтенданта всего Верхнего графства Каценельнбоген, то есть ему подчинялись 75 приходов.
Лихтенберг также работал архитектором более десятка церквей и светских зданий, в том числе ратуши Обер-Рамштадта и приюта в Дармштадте.
Иоганн Конрад Лихтенберг умер 17 июля 1751 года в Дармштадте в возрасте 61 года, оставив свою вдову и пятерых детей.
После его смерти вдова Лихтенберга с пятью детьми переехала к своей племяннице Марии Элизабет Вахтер, в дом Кристофа Граупнера.

## Семья
В браке Иоганн Конрад Лихтенберг и Катарина Генриетта Лихтенберг имели 17 детей, большинство из которых умерли в детстве и младенчестве:
- Клара София Лихтенберг (1718—1780)
- Готлиб Кристоф Лихтенберг (1724—1756) — офисный секретарь в Грюнштадте и судебный пристав в Зеехайме, был женат на Софи Доротее Висманн (1722—1792), вдове судебного пристава Георга Александра Кампена (1704—1752), его сыном был глава правительства в Великом герцогстве Гессен Фридрих Август фон Лихтенберг[нем.] (1755—1819), среди его внуков был административный чиновник в Великом герцогстве Гессен Людвиг фон Лихтенберг[нем.] (1784—1845).
- Кристиан Фридрих Лихтенберг (1734—1790) — обер-апелляционный советник и член Тайного совета, никогда не был женат и не имел детей.
- Людвиг Кристиан Лихтенберг[нем.] (1737—1812) — тайный архивариус в Готе и тайный советник, никогда не был женат и не имел детей.
- Георг Кристоф Лихтенберг (1742—1799) — учёный, философ и публицист. Был женат на Маргарете Келлнер (1768—1848), от которой у него было шестеро детей. Среди его потомков были государственный и церковный политик Карл Лихтенберг[нем.] (1816—1883) и политик Георг Лихтенберг[нем.] (1852—1908).

## Архитектурные работы
- Ратуша Обер-Рамштадта (1732 г.)

- Дом приходского священника Версау (1732—1734)
- Церковь Нойнкирхен (1742—1743)
- Дармштадтский детский дом (1745—1750), разрушенный в 1944 году, сейчас застроен гимназией Людвига-Георга.
- Церковь Гинсхайм (1746 г.), серьёзные изменения в башне и интерьере после её разрушения в 1944 году.
- Церковь Бишофсхайма (1747 г.), квадратная башня с крышей, покрытая остроконечным шлемом, возвышается над двускатной крышей рукава на западе, где за звуковыми аркадами находится колокольня .
- Церковь Гундернхаузен (1747 г.)
- Церковь Пфунгштадта (1746—1748 гг.)
- Лаврентийская церковь (Требур) (1748—1752 гг.)
- Церковь Лютера (Грисхайм) (1749 г.)
- Церковь Штаммхайм (1750 г.)
- Церковь Эгельсбаха (1751 г.)
- Церковь Наухайм (открыта в 1753 г.)